# Torr
Torr là một đơn vị đo áp suất không thuộc hệ đo lường quốc tế (SI) và bằng 1/760 atmôtphe. Người ta gọi đơn vị đo áp suất này là torr nhằm tưởng nhớ nhà vật lý và toán học người Ý Evangelista Torricelli - người đưa ra nguyên lý hoạt động của khí áp kế năm 1644.
| x t s  | Pascal (Pa) | Bar (bar)      | Atmosphere kỹ thuật (at) | Atmosphere (atm) | Torr (Torr)        | Pound trên inch vuông (psi) |
| ------ | ----------- | -------------- | ------------------------ | ---------------- | ------------------ | --------------------------- |
| 1 Pa   | ≡ 1 N/m2    | 10−5           | 1,0197×10−5              | 9,8692×10−6      | 7,5006×10−3        | 145,04×10−6                 |
| 1 bar  | 100000      | ≡ 106 dyne/cm2 | 1,0197                   | 0,98692          | 750,06             | 14,504                      |
| 1 at   | 98.066,5    | 0,980665       | ≡ 1 kgf/cm2              | 0,96784          | 735,56             | 14,223                      |
| 1 atm  | 101.325     | 1,01325        | 1,0332                   | ≡ 1 atm          | 760                | 14,696                      |
| 1 torr | 133,322     | 1,3332×10−3    | 1,3595×10−3              | 1,3158×10−3      | ≡ 1 Torr; ≈ 1 mmHg | 19,337×10−3                 |
| 1 psi  | 6.894,76    | 68,948×10−3    | 70,307×10−3              | 68,046×10−3      | 51,715             | ≡ 1 lbf/in2                 |

Ví dụ:  1 Pa = 1 N/m2  = 10−5 bar  = 10,197×10−6 at  = 9,8692×10−6 atm, vân vân.

Ghi chú:  mmHg là viết tắt của milimét thủy ngân (millimetre Hydragyrum).

## Torr và mmHg
Một mmHg quy ước là 13,5951 x 9,80665 = 133,322387415 Pa. Mặc dù đây là con số chính xác nhưng khó sử dụng trong thực tế vì quá dài.
Một torr quy ước là một phần 760 lần 1 một atmôtphe, trong khi một atmôtphe lại quy ước là bằng 101.325 Pa. Do đó, một Torr bằng 101325/760 một Pa.
Mối quan hệ giữa Torr và mmHg:
Torr = 0,999 999 857 533 699... mmHg
1 mmHg = 1,000 000 142 466 321... Torr